# 布朗森·佩爾提埃
布朗森·佩爾提埃（Bronson Pelletier，1986年12月31日—）是加拿大的一位演員，曾經出演暮光之城系列電影。他是克里人和加拿大人的後裔，有四個兄弟.。